# Talietumu

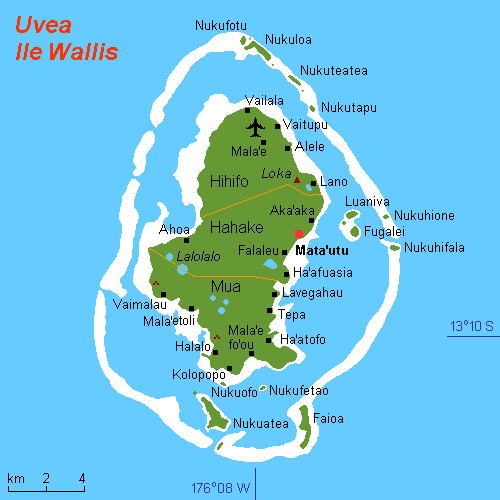
Talietumu

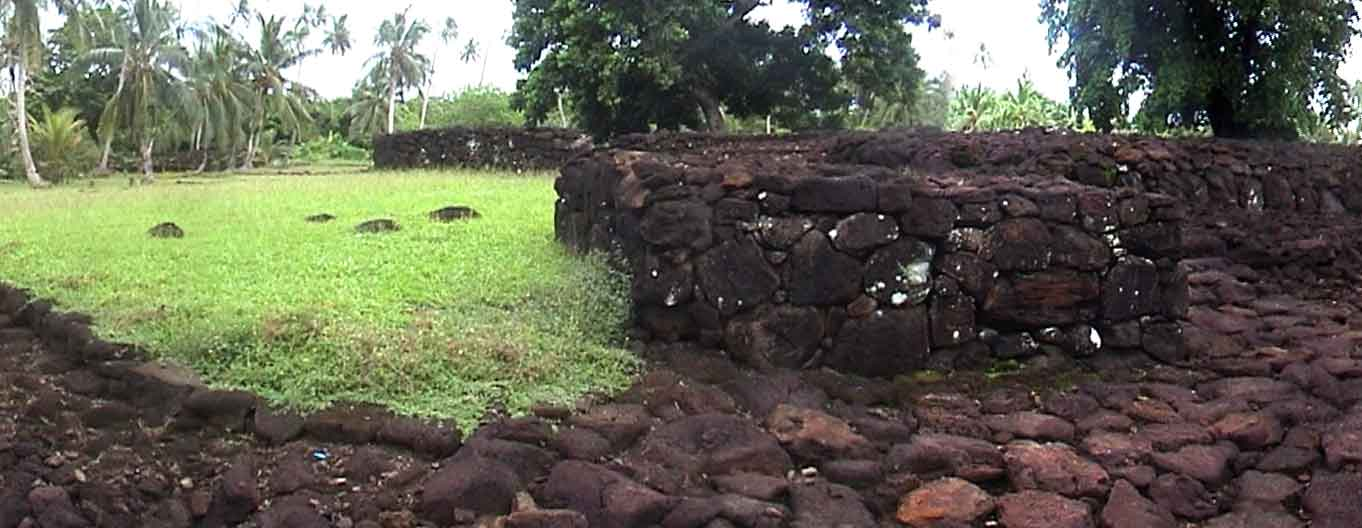
Ruinas de Talietumu

Talietumu, ou Kolo Nui, é um dos dois grandes sítio arqueológico na ilha de Wallis, na região sudoeste do Oceano Pacífico.
Ao contrário de Tonga Tota, está bem restaurada e não foi coberta por florestas ou vinhas. Serviu como povoação fortificada de povos de Tonga. Toda a fortaleza é cercada por uma grande muralha defensiva construída em basalto, com várias entradas, mas que encontra-se em grande parte destruída. Dentro do forte há poucos edifícios, estruturas e gramados preservados. A plataforma central elevada chama-se Talietumu (em Marae ou Māla'e: local sagrado).
O forte foi construído em torno de 1450 d.C., durante a expansão do Império Tonga Tu'i e foi o último reduto deles na ilha de Wallis antes de serem expulsos da ilha. Arqueólogos e restauradores franceses levaram vários anos para restaurar a plataforma central, terminando a obra em 1997. Hoje é uma grande atração turística.